# 杨门女将之军令如山
《杨门女将之军令如山》（英語：Legendary Amazons），2011年11月18日中国大陆古装动作电影，由任贤齐、张柏芝、刘晓庆、郑佩佩、金巧巧等主演，主題曲《杨门女将》由湯燦演唱。

## 剧情
该片背景为北宋宋仁宗赵祯年间。赵祯贪恋女色，不理朝政，不懂军事，发动和辽国、西夏等的战争，导致北宋百姓民不聊生。西夏趁北宋两线作战和国力困乏，进攻北宋，此时，杨家将已经单单剩下杨宗保，他镇守边关因为庞太师不发援兵兵力不足而惨死沙场，杨宗保的妻子穆桂英为报夫仇带领杨门女将浴血沙场，展开和西夏、辽国的战争。

## 演员
| 姓名       | 角色             | 备注（武器）                                             | 粤语配音 |
| ---------- | ---------------- | -------------------------------------------------------- | -------- |
| 任贤齐     | 杨宗保           | 因兵力不足加上王將軍遲遲不施援手導致全軍覆沒，僅他生還。 | 陳欣     |
| 张柏芝     | 穆桂英           | 杨宗保的妻子，雁翎大刀。                                 | 原声     |
| 郑佩佩     | 佘太君           | 杨门女将之首，龍頭拐杖，百歲高齡但武藝蓋世。             | 黄玉娟   |
| 刘晓庆     | 柴郡主（楊六娘） | 梅花穿心針，擁有免死鐵券。                               | 周恩恩   |
| 肖明玉     | 杨文广           | 楊宗保之子。                                             | 曹啟謙   |
| 葛春燕     | 杨大娘：周云镜   | 八卦双头缨枪，有勇有谋。                                 |          |
| 大岛由加利 | 杨二娘：邹兰秀   | 蟠龙八卦刀和梨花枪，人称：花枪邹二娘。                   |          |
| 李静       | 杨二娘：耿金花   | 护手双钩。                                               |          |
| 金巧巧     | 杨三娘：董月娥   | 宝雕神弓，人称：神射董三娘。                             |          |
| 杨紫彤     | 杨四娘：孟金榜   | 混沌紫金双锤，人称：神力孟四娘。                         |          |
| 周海媚     | 杨五娘：马赛英   | 佛门弟子，镔铁双锏和佛珠。                               | 原声     |
| 于娜       | 杨七娘：呼延赤金 | 夺命双手刀。                                             | 伍秀霞   |
| 陈紫函     | 杨八姐：杨延琪   | 龙泉清风剑。                                             |          |
| 刘冬       | 杨九妹：杨延瑛   | 乾坤七星剑和朝阳灿金枪。                                 | 黃鳳兒   |
| 肖榮生     | 杨六郎：楊延昭   |                                                          |          |
| 周小飞     | 杨排风           | 鐵棍，佘太君義女。                                       |          |
| 王媞       | 杨金花           | 楊宗保之女。                                             |          |
| 王佳       | 春蘭             |                                                          |          |
| 葉佩雯     | 鳳鳴             | 穆桂英的貼身丫鬟。                                       |          |
| 史梵希     | 殷奇             | 西夏國統領，手段兇殘。                                   |          |
| 馮克安     | 族長             |                                                          |          |
| 胡彪       | 焦贊             |                                                          |          |
| 午马       | 庞太师           | 杨家的对头。                                             |          |
| 林威       | 王強             | 杨家的对头。                                             |          |
| 趙蕾       | 飛燕             |                                                          | 張惠雯   |
| 李柏羽     | 焦延貴           |                                                          | 梁家池   |
| 姚芊羽     | 小豆子           |                                                          |          |

## 幕后
該片由成龍監制。
該片為张柏芝復出之候首度出演古裝劇。本片女主角張柏芝在2012年度金話梅電影選舉中被選為「最爛女主角」，而電影其中一幕則被選為「最爛場面」。
該片中，大娘、二娘、三娘和五娘都壯烈犧牲。楊三娘董月娥，为為保護佘太君和眾將士躲避火球過水澗的時候，負責善後而壯烈犧牲。楊五娘以佛珠為武器，在漫天黃沙的戰場上万箭穿心而死。楊七娘遇箭雨襲擊，閃避不及死亡。

## 外部連結
- Yahoo奇摩電影上《杨门女将之军令如山》的資料（繁體中文）
- MSN娛樂上《杨门女将之军令如山》的資料（繁體中文）

- 開眼電影網上《杨门女将之军令如山》的資料（繁體中文）
- 香港影庫上《杨门女将之军令如山》的資料（繁體中文）
- 时光网上《杨门女将之军令如山》的資料（简体中文）
- 豆瓣电影上《杨门女将之军令如山》的資料 （简体中文）
- 爛番茄上《杨门女将之军令如山》的資料（英文）
- AllMovie上《杨门女将之军令如山》的资料（英文）
- 互联网电影数据库（IMDb）上《杨门女将之军令如山》的资料（英文）